# Luxembourgeois
Cet article concerne la langue. Pour le peuple, voir Luxembourgeois (peuple).
« Francique luxembourgeois » redirige ici. Pour les autres significations, voir Francique.
Le luxembourgeois (autonyme : Lëtzebuergesch) est une langue indo-européenne de la famille des langues germaniques parlée essentiellement au Luxembourg, ainsi que dans quelques communes limitrophes en Belgique, en France, sous la forme du luxembourgeois de Lorraine, et en Allemagne. Plus précisément, il est un dialecte du francique mosellan.  
Les langues administratives du pays sont le luxembourgeois, le français et l'allemand (première langue d'alphabétisation). Comme décrit dans la loi, le Luxembourg n'a pas de langue officielle.
Primitivement, l'appellatif « luxembourgeois » ne concerne que les variétés du moyen allemand occidental qui sont parlées au Luxembourg. L'orthographe du luxembourgeois est officiellement standardisée en 1976. En 1984, la langue obtient le statut de seule langue nationale du Luxembourg. La singularité de la langue luxembourgeoise est clairement identifiable à la fois morphologiquement, symboliquement et sociologiquement. 
La langue luxembourgeoise ne doit pas être confondue avec un dialecte de l'Eifel (de), comme celui de Bitburg, même s'ils appartiennent tous deux à l'aire linguistique du francique mosellan. Les apports romans et français y sont moins fréquents, une différence d'accent et l'influence de l'allemand standard s'entendent le plus souvent. Le dialecte de l'Eifel ne bénéficie pas d'une grammaire rigoureuse ni de véritables dictionnaires, contrairement à la langue luxembourgeoise. Depuis la seconde moitié du XXe siècle, le terme « Luxembourgeois » désigne par extension une zone linguistique qui est délimitée par le francique ripuaire (isoglosse dorp/dorf), le francique mosellan (isoglosse op/of) et deux langues d'oïl (le wallon et le lorrain).

## Classification et extension
Comme pour toute langue récemment normalisée, il faut faire la distinction entre luxembourgeois « standard » ou « normé » et luxembourgeois « local » ou « régional ». Le luxembourgeois standard, également appelé koinè pour ce qui est des aspects phoniques, existe officiellement au Luxembourg depuis 1976, à la suite d'un arrêté ministériel du 10 octobre 1975 portant réforme du système officiel d'orthographe luxembourgeoise.
Depuis la seconde moitié du XXe siècle, le terme « luxembourgeois » est ambigu, car les limites de sa zone linguistique varient selon les interprétations, il y a néanmoins trois interprétations principales :
- au sens premier, le luxembourgeois ne concerne que le Luxembourg, étant donc délimité par les frontières du pays ;
- au sens un peu plus large, il concerne également le nord-ouest de la Moselle en France (on parle d'ailleurs de francique luxembourgeois aujourd'hui et auparavant de francique thiois, du « pays de Thionville » donc, cela pour le distinguer des autres variantes du francique de Moselle, que sont le francique mosellan et le francique rhénan), les pays d'Arlon et de Saint-Vith en Belgique, ainsi qu'une zone limitrophe en Allemagne dont les limites nord et est sont floues, avec les mêmes  variantes qu'en Moselle ;
- au sens le plus large, il correspond au territoire appelé nördliches Moselfränkisch d'après le Rheinischer Fächer de Georg Wenker publié en 1877. Ce territoire est délimité par l'isoglosse dorp/dorf à l'ouest et par l'isoglosse op/of à l'est.

Le francique luxembourgeois, ou luxembourgeois (Lëtzebuergesch en luxembourgeois, Luxemburgisch en allemand) est une langue du groupe germanique occidental au même titre que l'allemand et le néerlandais. C'est une des nombreuses variantes régionales ou locales du moyen-francique. Certaines classifications le rattachent au francique mosellan (Moselfränkisch en allemand). Avec le francique ripuaire et le francique rhénan, le francique mosellan constitue l'aile occidentale du groupe des dialectes moyen-allemands. Bien que très similaire, cette langue n'est pas considérée par certains scientifiques comme de l'allemand standard, et a ses particularités propres, tant au niveau du vocabulaire que de la syntaxe. De plus, elle a largement subi l'effet d'un superstrat roman : environ 5 000 mots d'origine française ont été intégrés au luxembourgeois. 
La limite orientale du domaine dialectal luxembourgeois est l'isoglosse op/of (mutation consonantique en finale qui sépare le francique luxembourgeois du francique mosellan), autrement appelée Bad Hönninger Linie ou encore Vinxtbach-Linie. Au sud et à l'ouest, le luxembourgeois est voisin de parlers romans (lorrain et wallon).
On estime que près de 400 000 personnes dans le monde parlent cette langue. Son aire de pratique s'étend, outre sur l'ensemble du Grand-Duché de Luxembourg, sur les communes belges limitrophes depuis Tintange jusqu'à Athus (formant le Pays d'Arlon), avec la ville largement francisée d'Arlon (où la variante locale est appelée arlonais ou areler), ainsi que sur le territoire de Beho. 

Le luxembourgeois est aussi parlé en France, dans l'arrondissement de Thionville et en Allemagne, dans les arrondissements de Bitburg et de Vulkaneifel, ainsi que dans une partie de la vallée de la Moselle.

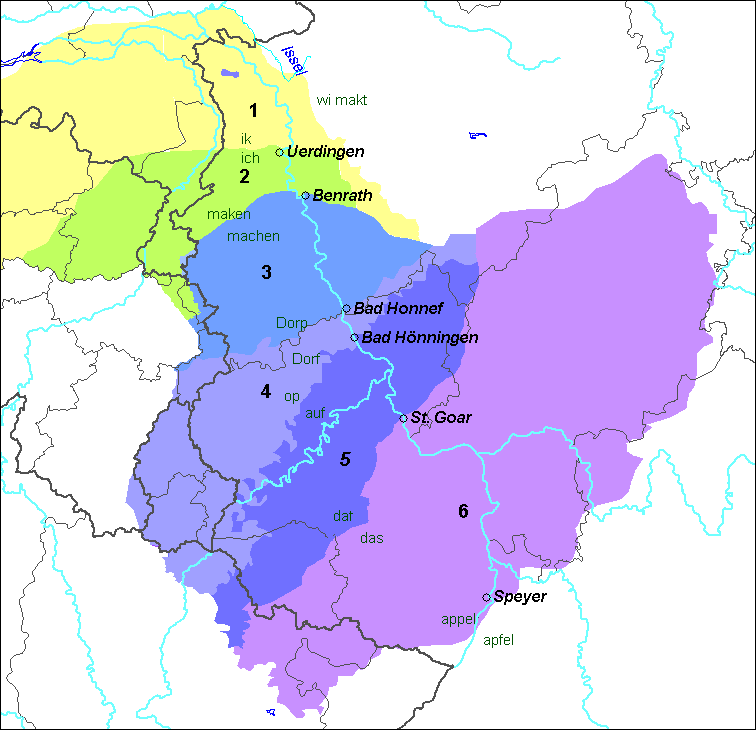
Le luxembourgeois, au sens large du terme, a ci-dessus le no 4.

À la suite d'une forte émigration au XIXe siècle et au début du XXe siècle, « eis Sprooch », « notre langue », est également parlée en Amérique du Nord, notamment au nord des États-Unis (Wisconsin, Illinois...) et dans quelques endroits du Canada.
Dans les zones françaises limitrophes du Grand-Duché, il a été affaibli par opposition au pangermanisme qui a eu pour conséquence les deux  annexions de l'Alsace-Lorraine et les deux guerres mondiales. Il a été en revanche utilisé au Reichstag avec le sarrois (francique mosellan) et l'alsacien lors de la première annexion par les députés protestataires pour exprimer leur opposition à l'annexion et leur attachement au souvenir français. Les autres députés de l'Empire ne pouvaient alors pas les comprendre. De même il a été au Luxembourg un ciment national, un moyen d'identification et de résistance (ainsi, la population a refusé de considérer l'allemand comme sa langue, malgré la pression nazie, lors d'un recensement de l'Occupant en 1941). Il suffit de penser à la devise nationale, gravée p. ex. au fronton de l'Hôtel de Ville  d'Esch-sur-Alzette (Esch-Uelzecht 
en luxembourgeois) : Mir welle bleiwen wat mer sinn (= « Nous voulons rester ce que nous sommes » ; notons qu'en luxembourgeois codifié depuis, on écrirait Mir wëlle bleiwe wat mir sinn). Cette même phrase se retrouve notamment sur une façade du centre historique de Luxembourg-Ville, rue de la Loge, mais avec une graphie légèrement différente : « Mir wölle bleiwe wat mir sin » (en fait, le ö n'existe pas en luxembourgeois, sauf exception rarissime ; on utilise le ë).
Il fut un temps où les Luxembourgeois appelaient cette langue « notre allemand » (onst Däitsch), « l'allemand luxembourgeois » ou « l'allemand du Luxembourg », ainsi que « dialecte allemand luxembourgeois » au XIXe siècle.

## Langue nationale du Grand-Duché

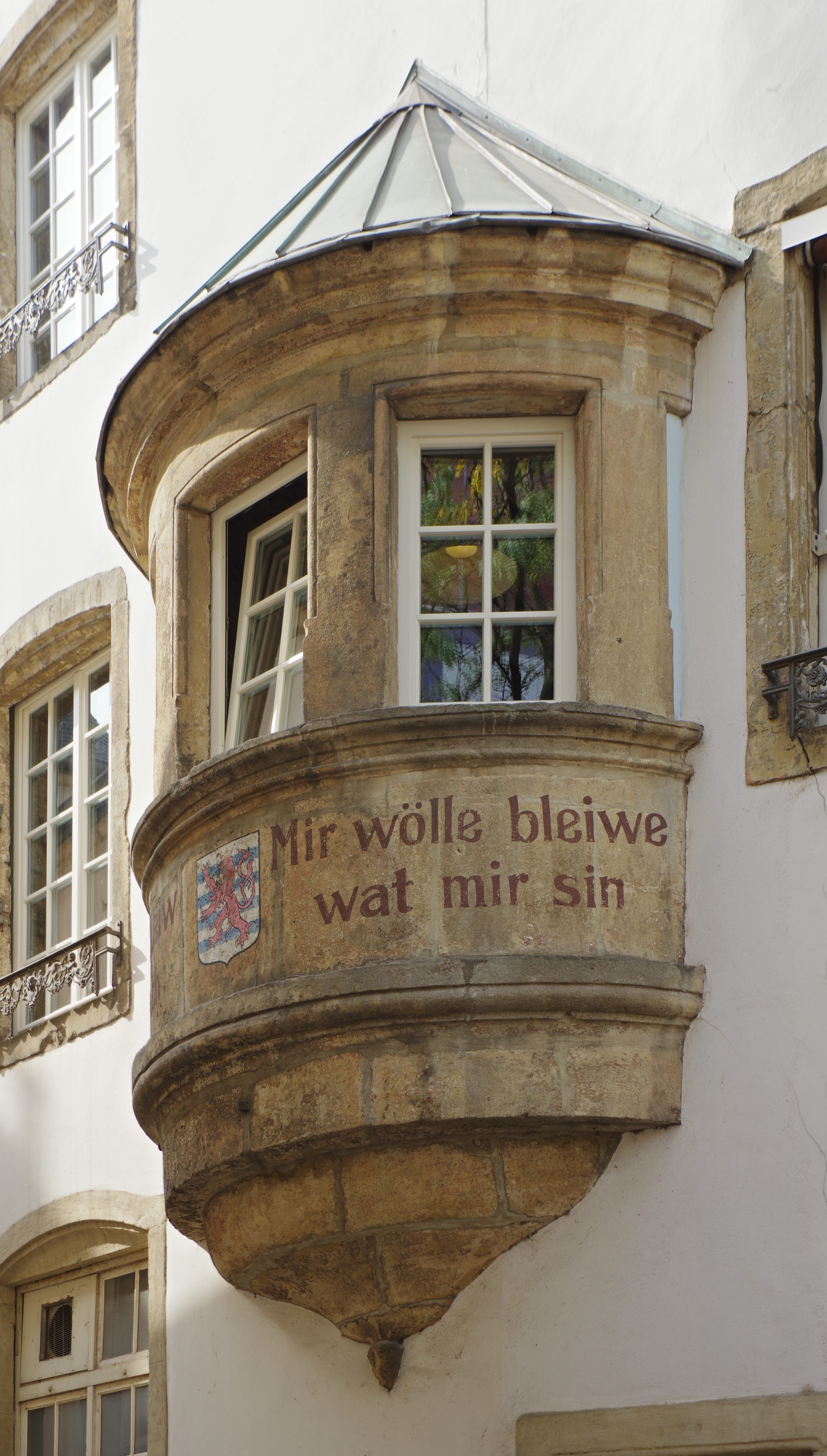
Façade dite "Tiirmchen", 4, rue de la Loge, Luxembourg : Mir wölle bleiwe wat mir sinn (« Nous voulons rester ce que nous sommes »).

En novembre 1984, par décret, le luxembourgeois est devenu, avec le français et l'allemand, la troisième langue administrative du Grand-Duché. Le 24 février 1984, a été promulguée (en français) la loi suivante :
1. La langue nationale des Luxembourgeois est le luxembourgeois ;
2. Les textes légaux sont rédigés en français ;
3. Les langues administratives sont, au choix, le luxembourgeois, l'allemand ou le français ;
4. Dans l'administration, il doit être, dans la mesure du possible, répondu par le fonctionnaire au demandeur dans la langue que ce dernier a utilisée : français, allemand ou luxembourgeois.

Le luxembourgeois est de ce fait une langue nationale et reconnue, quoiqu'on puisse discuter[C'est-à-dire ?] le fait que la loi parle de « langue » (ce sont les linguistes qui déterminent si l'on est en présence d'une langue, d'un dialecte ou d'un patois). Cela dit, les Luxembourgeois entre eux ne parlent que le luxembourgeois, et cela à tous les niveaux et dans toutes les situations, ce qui revient pour eux à parler ce qui est, de fait, « leur langue ». Des efforts sont par ailleurs faits, partout dans le pays, pour la codifier et l'unifier davantage. La presse nationale, par exemple les quotidiens Luxemburger Wort, Tageblatt, Lëtzebuerger Journal, sont rédigés majoritairement en allemand et partiellement en français, sans que l'article soit traduit dans l'autre langue. On y trouve aussi quelques lignes rédigées en luxembourgeois : le courrier des lecteurs, les annonces personnelles ayant trait à la vie privée (nécrologies, faire-part divers…). Pour les francophones (non autochtones), il existe aussi des quotidiens et hebdomadaires monolingues en français (Le Quotidien, L'Essentiel, Le Jeudi). 
Au sein de la Communauté française de Belgique, le luxembourgeois bénéficie du décret sur la protection des langues régionales endogènes. 
Cela dit, le luxembourgeois n'est pas une langue officielle de l'Union européenne. Le Luxembourg ayant choisi le français comme langue officielle vis-à-vis de l'Union.
Entre 2000 et 2002, le linguiste luxembourgeois Jérôme Lulling a développé une banque de données de 125 000 de mots luxembourgeois pour le premier correcteur orthographique informatique appliqué à la langue luxembourgeoise (projet C.ORT.IN.A). Le développement d'un tel instrument a constitué une étape importante dans l'informatisation de la langue luxembourgeoise, en même temps que le lancement en 2004 de la Wikipédia en luxembourgeois, qui compte en 2025 plus de 64 000 articles.
Les gouvernements successifs ont poursuivi depuis les années 1990 une politique de promotion de la langue luxembourgeoise, notamment par la création en 1998 du Conseil permanent de la langue luxembourgeoise (CPLL), organe consultatif, et du Centre pour le luxembourgeois (ZLS), institution visant à la standardisation du luxembourgeois écrit et à l'étude de l'histoire et de la dialectologie de la langue, en 2018,,. Ce dernier est également chargé de la création d'outils facilitant l'enseignement et la promotion du luxembourgeois, notamment le dictionnaire en ligne LOD, créé en 2007 et modernisé en 2022, la plateforme d'apprentissage en ligne LLO.lu en 2022, et l'outil de synthèse vocale et de reconnaissance automatique de la parole Sproochmaschinn.lu en 2025,,.
Alors que l'allemand standard est à la fois une langue par élaboration et une Langue-toit, le luxembourgeois standard est une langue par élaboration. En effet, les variations dialectales régionales, en se centrant sur le Luxembourg, permettent un niveau relatif d'intercompréhension qui ne nécessite pas le recours à une langue-toit, à l'exception toutefois des zones excentrées au delà de Trèves ou au sud de Merzig, par exemple. Alors que l'élaboration de la langue allemande date du XIXe siècle, celle du luxembourgeois standard date, principalement, de la deuxième moitié du XXe siècle. Le XXIe siècle connait une transition du couple dialecte luxembourgeois à l'oral avec l'allemand standard à l'écrit vers le couple luxembourgeois standard à l'oral et à l'écrit, à la fois. L'élaboration du luxembourgeois standard s'est appuyée sur la rigueur et la méthodologie de celle de l'allemand standard, on parle alors de germanisation de la langue luxembourgeoise. Cette germanisation a su maintenir les différences notables entre l'allemand standard et le luxembourgeois standard. Pour appréhender, à l'écrit, à la fois les différences et les ressemblances, il est possible, par exemple, de partir d'une phrase écrite en allemand standard soutenu, non pas d'une phrase dialectale pour arriver à son adaptation écrite en luxembourgeois standard. Cette phrase conservera l'ordre exact de ces mots, le plus souvent. Les mots allemands seront modifiés un à un selon les règles suivantes et finalement on appliquera les règles d'accord grammaticaux du luxembourgeois standard, telle que définis par le ministère de l'Éducation nationale et de la Jeunesse. Les mots allemands seront modifiés de la façon suivante :
- la règle générale consiste à modifier les mots allemands pour retranscrire à l'écrit la prononciation des voyelles allemandes selon une déformation mécanique (par exemple bringen devient bréngen, Freiheit devient Fräiheet). Cette déformation est standardisée, elle connait peu d'exception et elle est définie par le dictionnaire luxembourgeois LWB pour la plupart des mots allemands. On ne modifiera pas les noms issus de l'anglais (par exemple : President, à la majuscule près) ;
- certains mots allemands seront traduits, le plus souvent par souci de simplification ou de raccourci mais aussi par préférence personnelle, par un mot français déformé ou non par la prononciation luxembourgeoise (Entschlossenheit se traduit en détermination qui donne Determinatioun). Cette déformation est peu standardisée et elle est définie par le dictionnaire luxembourgeois LWB[23] ;
- les mots les plus basiques (par exemple les pronoms personnels, les verbes auxiliaires et de mode), les mots les plus courants et les préfixes seront remplacés par leur équivalent ou traduction  en luxembourgeois dialectal tel que définis par le dictionnaire luxembourgeois LWB et par la grammaire officielle[24] du ministère de l'Éducation nationale et de la Jeunesse. (Par exemple bin devient sinn, Bilder devient Biller). Il s'agit d'une traduction avec la recherche de la plus grande similitude et d'une étymologie commune, le mot traduit allemand ressemblera assez fortement au mot luxembourgeois dialectal.

En résumé, il s'agit de déterminer mot à mot, en référence au dictionnaire luxembourgeois LWB :
- si l'on conserve le mot allemand (il sera alors écrit différemment) ;
- si on lui substitue un mot français  ;
- s'il s'agit d'un mot parmi les plus basiques ou un préfixe, il sera alors repris du luxembourgeois dialectal.

Par exemple, le texte en luxembourgeois standard suivant :
Ech sinn déif besuergt iwwer d‘Biller déi eis vu Washington erreechen. Et ass eng Attaque op Demokratie an op Pressefräiheet. Ech gleewen un d‘Fundamenter vun eise gemeinsame Wäerter an un d’Determinatioun vum President-elect @JoeBiden d’Land a seng Leit nees zesummen ze bréngen.
est issu directement du texte allemand suivant par application de cette méthode, en respect du dictionnaire luxembourgeois LWB.
Ich bin tief besorgt über die Bilder, die Washington uns erreichen. Es ist ein Angriff auf die Demokratie und die Pressefreiheit. Ich glaube an die Fundamenten von unserer gemeinsamen Werte und an die Entschlossenheit des gewählten Präsidenten @Joe Biden Land und Leute wieder zusammen zu bringen.
Le luxembourgeois standard est une langue vivante. Par exemple, le mot Loyersubventioun ne figure pas encore dans les dictionnaires officiels mais est déjà employé par la communication officielle de l'État. Ce nouveau mot présente l'avantage d'être compréhensible par les francophones tout en s'inscrivant dans la langue luxembourgeoise standard. Le mot composé Loyer-Subventioun qui s'inscrit aussi dans la langue luxembourgeoise standard peut s'y substituer selon les préférences du locuteur. De même, on notera l'expression « D'Gestes barrières ». On a pu voir aussi Gaston Thorn, alors Premier-Ministre, dans une interview en luxembourgeois, insérer le mot qui exprimait sa pensée au mieux : « d'fil-à-couper-le-beurre ».

## Le luxembourgeois en France

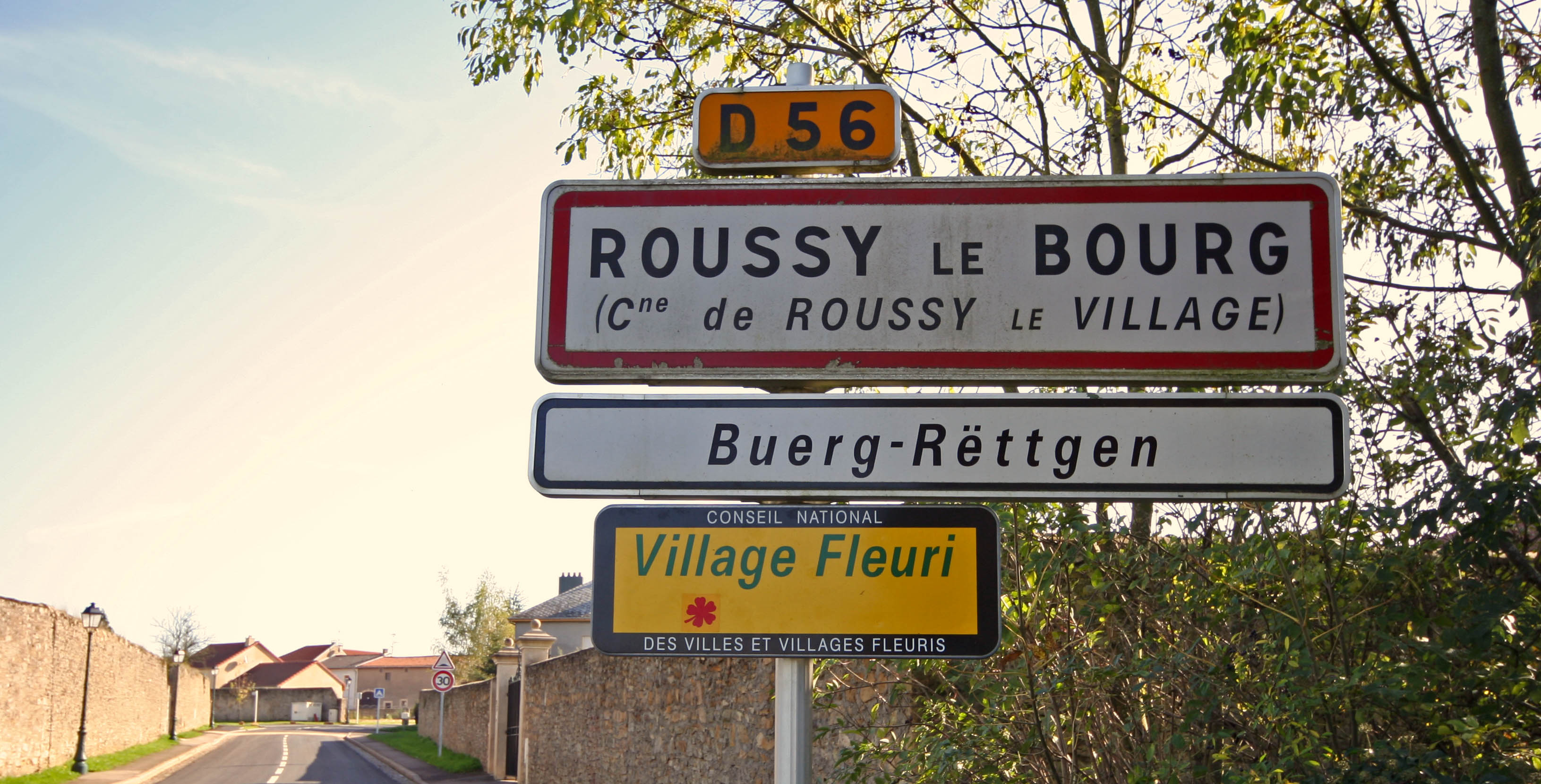
Panneau d'entrée bilingue de Roussy-le-Bourg (Moselle, France).

Langue anciennement vernaculaire dans le Nord de la Meurthe-et-Moselle et dans le Nord-Ouest de la Moselle, le luxembourgeois traditionnel de Lorraine (on l'appelle aussi francique thiois) est différent du luxembourgeois standard sur plusieurs points qui sont développés dans l'article détaillé ci-dessus.

## Le luxembourgeois en Belgique

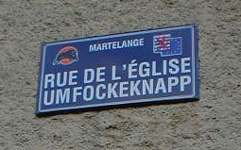
Plaque bilingue français / luxembourgeois à Martelange (Belgique).

Le Grand-Duché de Luxembourg prend son indépendance en 1839. La Belgique conserve néanmoins la partie romane ainsi que, pour des raisons stratégiques, le pays d'Arlon dont la langue locale est le luxembourgeois arlonais.
Le pays de Saint-Vith, situé au nord du Grand-Duché, représente la partie de la communauté germanophone de Belgique dans laquelle le luxembourgeois est la langue vernaculaire.
En 1976, sous l’impulsion de l'instituteur Gaston Mathey, est fondée l’ALAS : « Arelerland a Sprooch »,  ayant pour but la promotion de la langue et de la culture luxembourgeoise du pays d'Arlon.
Le luxembourgeois standardisé fait progressivement son retour dans l'enseignement et les formations grâce au développement économique du Grand-Duché et l'importance grandissante de cette langue dans le monde du travail.
Langues exclusivement connues :

## Construction du luxembourgeois
Même si chaque région du Grand-Duché possède son dialecte, de même que la Belgique possède des formes locales du luxembourgeois dans les pays d'Arlon et de Saint-Vith ; il est possible de donner un aperçu des caractéristiques standard de la langue. Le Luxembourg compte (ou comptait) cinq régions dialectales: le nord (Ösling / Éislek), l'est (Région de la Sûre (Sauer) et de la Moselle), le centre autour de Luxembourg-ville, le sud et l'ouest autour de Redange-sur-Attert (Redingen-Attert / Réiden-Attert). Dans la vidéo ci-jointe, le locuteur s'exprime en luxembourgeois standard avec l'accent du centre autour de Luxembourg-ville. Cette façon de s'exprimer tend à se généraliser, plus particulièrement chez les plus jeunes et les locuteurs dont la langue maternelle n'est pas le luxembourgeois, mais aussi dans le cadre d'un langage plus soutenu, plus formel et moins familier. Cette façon de s'exprimer est celle de l'enseignement de la langue luxembourgeoise et du corps enseignant, le plus souvent.

### Historique
Le plus ancien des textes rédigés en luxembourgeois étant connu à ce jour (1999), est celui de Yolande de Vianden ou Codex Mariendalensis (XIIIe siècle).
Antoine Meyer (1801-1857), originaire de Luxembourg-ville, a tenté de donner une grammaire et une orthographe au luxembourgeois. Son ouvrage de 1829 intitulé E' Schrek ob de lezeburger Parnassus (Un pas sur le Parnasse luxembourgeois), inclut des remarques sur la grammaire et les méthodes qu'il a suivies dans la fixation de l'orthographe. 
Par la suite, M. Gloden fit paraitre en 1845 dans l'ouvrage de Meyer intitulé Luxemburgische Gedichte und Fabeln, une introduction grammaticale et l'explication des mots plus ou moins propres au dialecte.
L'orthographe de cette langue, qui fut longtemps flottante, a été fixée officiellement en 1976. Celle-ci fut à nouveau remaniée via le Règlement grand-ducal du 30 juillet 1999.
Alors que la germanistique et la linguistique allemande privilégient la filiation proto-germanique de la langue allemande, la langue luxembourgeoise s'inscrit plus volontiers dans la continuité des prestigieuses abbayes d'Echternach et de Trèves et de leur aire linguistique commune, celle du vieux francique moyen (Altmittelfränkisch) rattaché au vieux haut allemand (Althochdeutsch). Ces deux abbayes étaient des centres importants de diffusion linguistique par leurs rôles religieux, administratifs et culturels.
Si l'on peut caractériser et distinguer les langues néerlandaise et allemande à partir du XVe siècle, c'est à partir du XIXe siècle que la langue luxembourgeoise s'affirmera comme une langue distincte de la langue allemande : on passe alors d'une variété dialectale de l'allemand à une langue.
La seconde mutation consonantique s'affirme pleinement pour la langue allemande et elle est  partielle pour la langue luxembourgeoise, ce qui contribue à les différencier. Par exemple, on dit op en langue luxembourgeoise et auf en langue allemande. En effet, cette seconde mutation consonantique à une origine géographique plus au sud, approximativement vers la limite sud de l'aire germanique actuelle.
On rencontre aujourd'hui des textes en luxembourgeois standard qui suivent à la lettre les règles officielles avec cependant un taux d'import de mots français plus important que jadis, par exemple :

« D'Europadeputéiert vun der DP, d'Monica Semedo, gëtt vum Europaparlament wéinst Harcèlement psychologique par rapport zu hiren dräi Assistente bestrooft. Si haten eng Plainte agereecht an et gouf eng intern Enquête gemaach. Gëschter huet de Parlamentspresident David Sassoli annoncéiert, déi Lëtzebuerger Deputéiert géif fir 15 Deeg suspendéiert ginn
. »

### Construction des mots
La construction des mots est basée le plus souvent sur une modification systématique des tonalités dans ceux-ci par rapport aux langues française et allemande. Ceci est dû à l'accent du pays. Par exemple, le suffixe -heit (die Schönheit, la beauté) de l'allemand est automatiquement remplacé par -heet (d'Schéinheet) en luxembourgeois. Il en est exactement de même avec certaines terminaisons françaises comme -ion (Direction), qui devient -ioun (Directioun).

### Articles et genres
En règle générale, le genre grammatical est le même qu'en allemand, mais de nombreux contre-exemples existent. Exemples de divergences :
l'all. die Brille (les lunettes) devient en lux. de Brëll (donc, fém.→ masc.) ; idem pour die Ecke (le coin) qui devient den Eck (fém. → masc.). Le mot all. das Bier (la bière), qui est neutre, devient masculin en lux. : de Béier.
Les articles luxembourgeois sont analogues aux allemands der, die, das, ein, eine, etc.
| Type     | Masculin | Féminin | Neutre |
| -------- | -------- | ------- | ------ |
| Défini   | de(n)    | d'      | d'     |
| Indéfini | e(n)     | eng     | e(n)   |

Au masculin, l'article défini masculin den et l'article indéfini (masculin et neutre) en perdent leur -n final si le mot qui suit commence par une consonne différente de h, n, d, t et z. Si le mot commence soit par une voyelle, soit par une de ces cinq consonnes, le -n est conservé. Il en est de même avec les formes verbales.
Exemples : den Alphabet (l'alphabet), en Elefant (un éléphant), den Hammel (le mouton), en Duerf (un village) / e Lamm (un agneau), de Bierg (la montagne), e Paërd (un cheval)…

### Verbes

#### Verbes réguliers
Les formes verbales luxembourgeoises sont très similaires aux formes allemandes. Le verbe reste inchangé par rapport à l'infinitif dans de nombreux cas.
| personne                           | terminaison     |
| ---------------------------------- | --------------- |
| ech (je)                           | sans changement |
| du (tu)                            | -s              |
| hien, si, hatt (il, elle, +neutre) | -t              |
| mir (nous)                         | sans changement |
| dir (vous)                         | -t              |
| si (ils, elles)                    | sans changement |

Deux verbes luxembourgeois conjugués :
|                | wunnen (habiter) | drénken (boire) |
| ech            | wunnen           | drénken         |
| du             | wunns            | drénks          |
| hien, si, hatt | wunnt            | drénkt          |
| mir            | wunnen           | drénken         |
| dir            | wunnt            | drénkt          |
| si             | wunnen           | drénken         |

#### Verbes irréguliers
|                | sinn (être) | hunn (avoir) |
| ech            | sinn        | hunn         |
| du             | bass        | hues         |
| hien, si, hatt | ass         | huet         |
| mir            | sinn        | hunn         |
| dir            | sidd        | hutt         |
| si             | sinn        | hunn         |

Comme pour les articles, si le mot suivant le verbe commence par une consonne différente de h, n, d, z, ou t, le n final disparaît.

## Exemples
| Français                      | Allemand   | Néerlandais | Luxembourgeois | Prononciation standard |
| ----------------------------- | ---------- | ----------- | -------------- | ---------------------- |
| la terre                      | die Erde   | de aarde    | d'Äerd         | ɛət                    |
| le ciel                       | der Himmel | de hemel    | den Himmel     | ˈhɪməl                 |
| l'eau                         | das Wasser | het water   | d'Waasser      | ˈvaːsɐ                 |
| le feu                        | das Feuer  | het vuur    | d'Feier        | ˈfaiɐ                  |
| l'homme (au sens de masculin) | der Mann   | de man      | de Mann        | mɑn                    |
| la femme                      | die Frau   | de vrouw    | d'Fra          | fʁaː                   |
| manger                        | essen      | eten        | iessen         | ˈiəsən                 |
| boire                         | trinken    | drinken     | drénken        | ˈdʁeŋkən               |
| grand                         | groß       | groot       | grouss         | gʁəus                  |
| petit                         | klein      | klein       | kleng          | klɛŋ                   |
| la nuit                       | die Nacht  | de nacht    | d'Nuecht       | nuəɕt                  |
| le jour                       | der Tag    | de dag      | den Dag        | daːx                   |

- Moien - Bonjour
- Äddi - Au revoir
- Wann ech g(e)lift - s'il te/vous plaît (on dit aussi glift de façon moins formelle)
- Merci - Merci
- Lëtzebuerg - Luxembourg
- lëtzebuergesch - luxembourgeois
- Trottoiren - trottoirs